# 華潤萬家

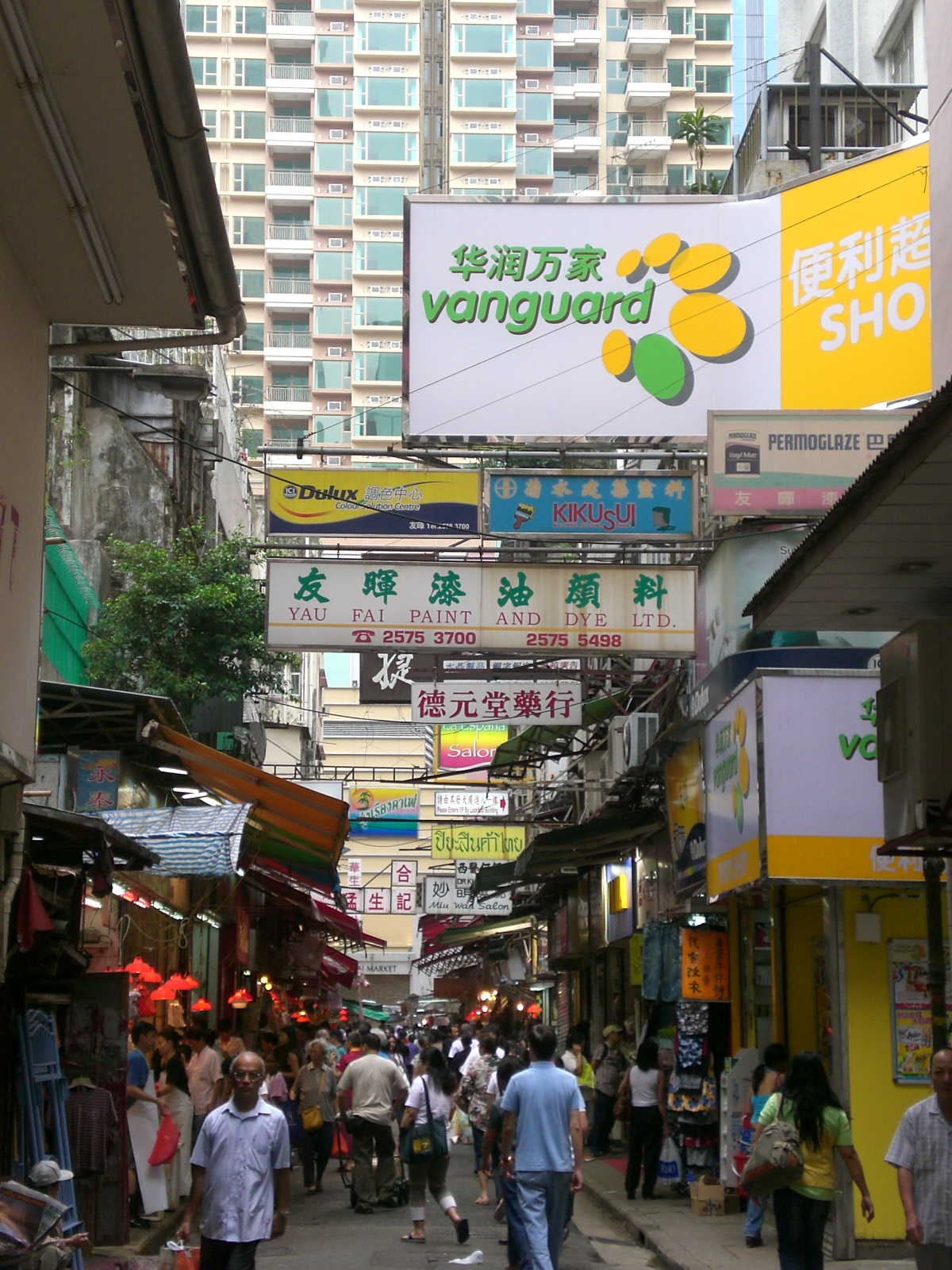
华润万家“太阳花”品牌标识，图片摄于位於香港的華潤萬家超級市場分店

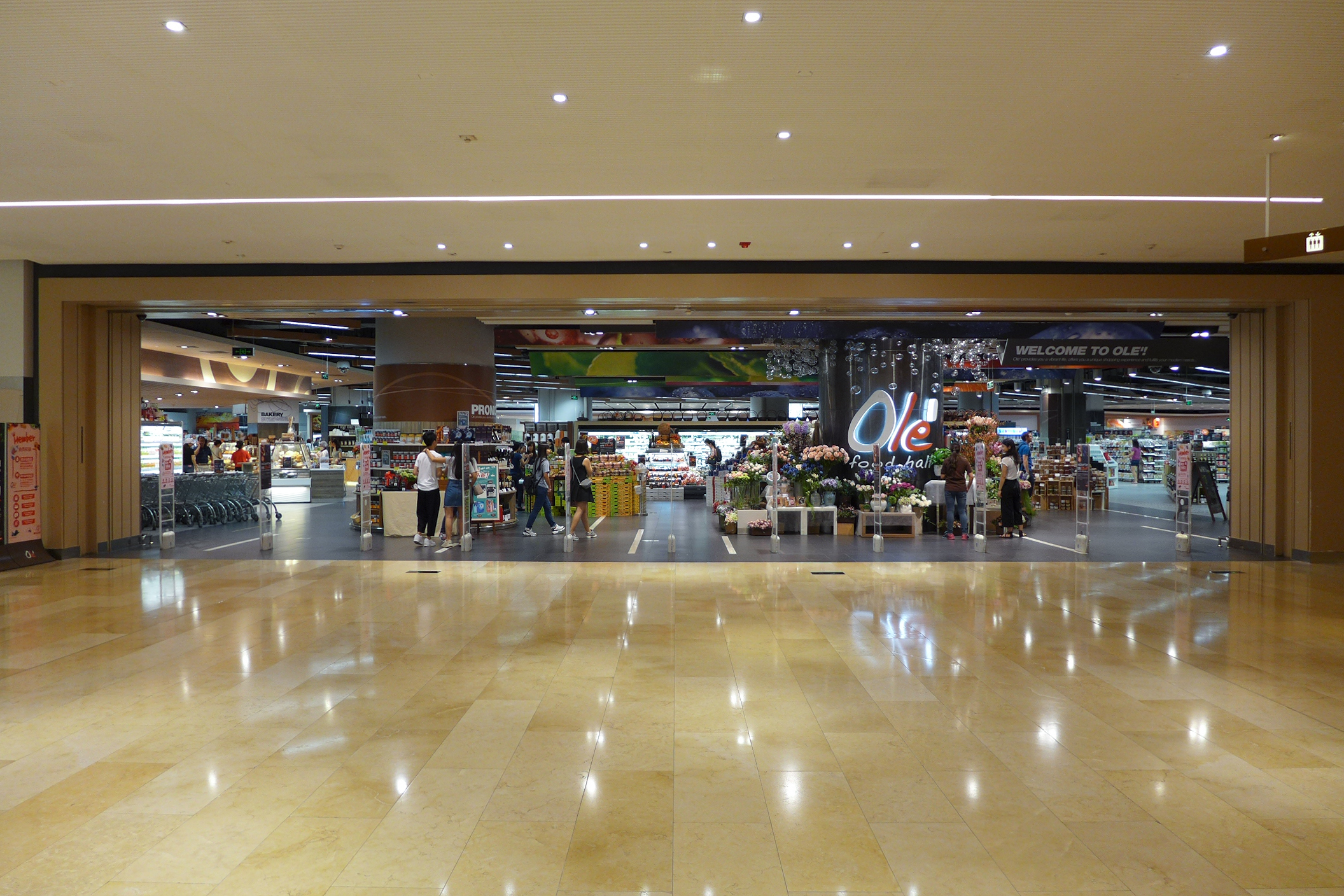
華潤萬家Olé精品超市廣州太古滙分店

華潤萬家有限公司（英語：China Resources Vanguard）是华润集团旗下的零售連鎖式企业，前身為1984年在香港创立的華潤超級市場，其後於1990年代初在中國大陸擴展業務。2001年8月，华润集团收购深圳万佳百货，并在整合华润原有零售业务的基础上成立华润万佳超级市场有限公司，并于2003年10月正式更名为华润万家有限公司，为中国大陆最大的连锁式超级市场企业之一。

## 歷史
1984年2月14日，華潤採購有限公司在香港成立。4月18日，华润超级市场首间门店香港告士打道店開業。
1991年10月，华润采购与深圳免税商品企业公司、深圳烟草公司、深圳工贸发展公司、深圳果菜贸易公司和深圳糖烟酒公司合资成立了深圳华润超级市场有限公司，正式进军中国内地市场。1992年1月，华润超市在深圳开设第一家分店，是国内第一间中外合资的连锁超级市场。1995年8月，华润超市苏州公司成立。1997年11月，华润超市北京公司成立，形成华北、华东、华南三大市场。
2001年，华润集团以4.57亿元的价格收购万科集团持有的深圳万佳百货72％的股权，2002年2月，华润集团全面收购万佳百货，7月，成立华润万家超级市场有限公司，并正式注入华润集团旗下上市公司华润创业。2003年10月，正式更名为“华润万家有限公司”，并于12月启用黄绿色的“太阳花”品牌标识。
2004年5月，华润集团并购江苏零售连锁龙头企业苏果超市，先后耗资8亿元获得苏果超市85％的股份。12月，华润万家旗下首家高端超市Olé在深圳华润万象城开业。
2005年9月，华润以2.8亿收购宁波慈溪市最大的零售企业慈客隆超市100%股权，并收购天津月坛集团旗下的28家超市门店。
2007年3月，華潤收购天津家世界连锁超市100%股权，55家大卖场和超市的标牌将陆续更换为“华润万家”。借助家世界超市在天津、西安、甘肃等北方市场的市场领导地位，华润万家同时进入西北、东北及中原市场，加快了华润万家全国布局的发展速度。收购完成后，以销售额计算，华润万家的超市业务可跃升至全国第一。
2007年9月，华润万家“VANGO24小时便利店”首家门店在深圳开业。
2008年3月起，保留5年的全国18家万佳百货门店陆续更名为华润万家品牌。6月，华润万家收购西安本土大型连锁超市爱家超市100%股权，巩固华润万家在中国西北市场的领先地位。9月，华润万家“生鲜超市”首家门店在深圳开业。
2009年5月，华润全资收购无锡最大超市永安超市，10月，华润万家接手世纪联华超市在沈阳和本溪的两家门店。2010年12月5日，华润万家并购广州宏城超市，加速了华润万家在广州地区社区店的发展速度。
2011年7月，华润以36.9亿元收购江西最大的零售企業洪客隆百货100%股权，并于12月由华润万家正式接管。2011年8月，华润万家旗下健康与美容零售连锁品牌VIVO采活进入内地，在西安开设首家门店，内地首家Voi_la!酒窖在Olé以店中店的形式开业。
2012年9月，华润万家首家自建购物中心株洲购物中心开业。
2014年5月，华润万家收购英国零售商Tesco中国业务，双方成立合资公司，Tesco在中国内地的135家门店统一更名为“华润万家”。

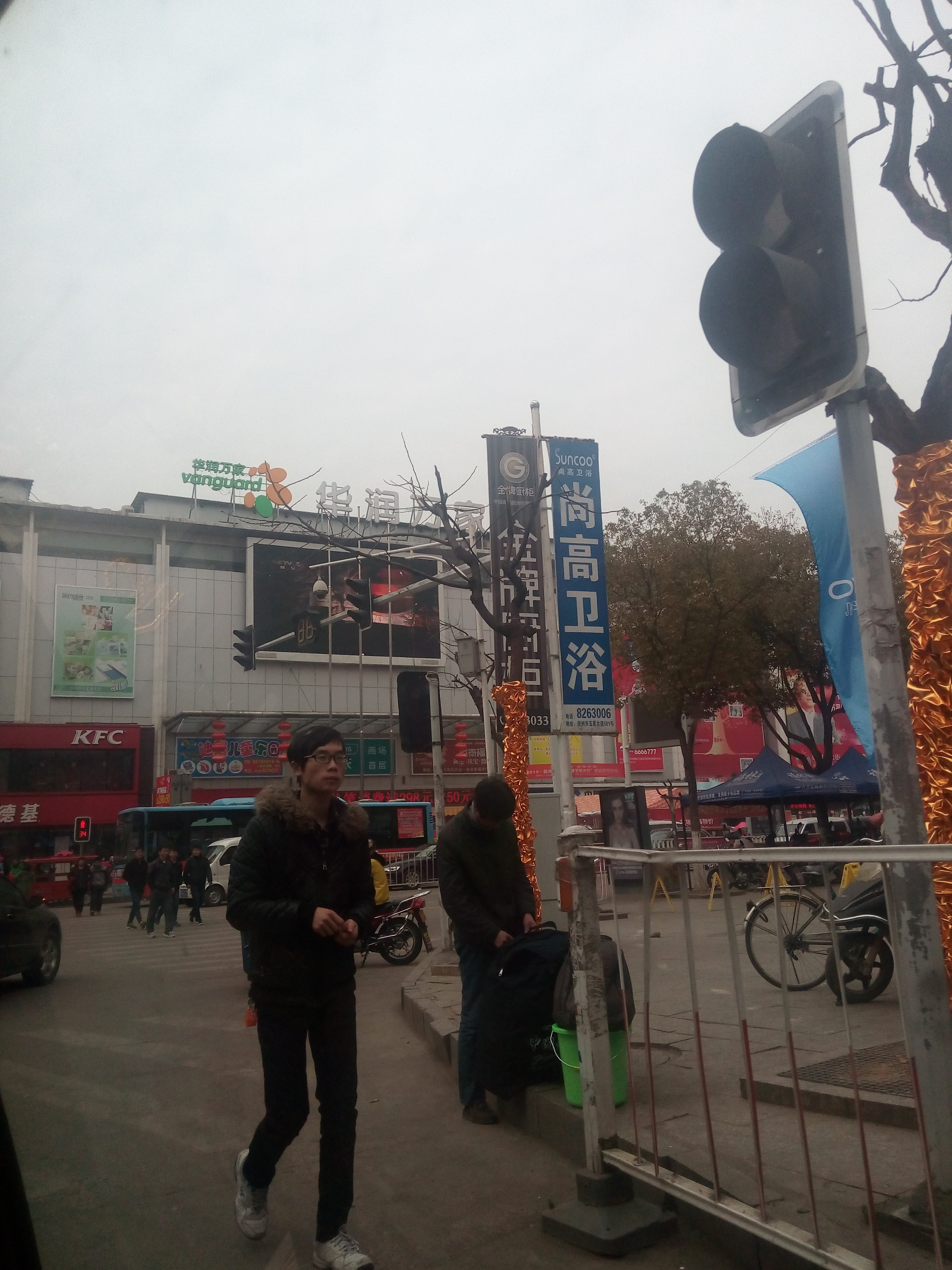
被收购后更名为华润万家的原洪客隆抚州店

2014年12月7日，华润万家第一家V+城市精品超市於深圳深圳灣寶能all city開業。
2015年2月8日，华润万家于广州天河北门店举行新品牌发布会，启用红色六角星造型的全新品牌标识。4月，华润万家便利超市升级品牌“乐购express”首家门店在深圳嘉宝田花园开业，随后原属Tesco旗下的上海便利店“Tesco乐购 Express”也陆续改以此品牌营业。9月起，华润万家陆续关闭VIVO采活所有门店，退出健康美妆连锁市场。
2019年3月，华润万家大賣場業務分别撤出北京和山東市場，其中北京大卖场业务由物美接管，山东大卖场业务由家家悅接管，但其它业务不受影响。
2019年1月，华润万家新零售品牌“萬家MART”正式亮相深圳。2019年12月31日，华润万家新品牌“萬家LiFE”在杭州、苏州、无锡三地齐开。2020年12月31日，华润万家大卖场升级品牌“萬家CiTY”全国首店在苏州太湖新城万象汇开业。
2021年8月，位於荔枝角清麗商場的全香港最後一家華潤萬家便利超市改裝為U購Select，現時除了位於昂船洲海軍基地及石崗村以軍營超市經營的華潤萬家之外，其餘便利超市及生活超市由同系U購Select全面統一取代或結束營業。

## 品牌

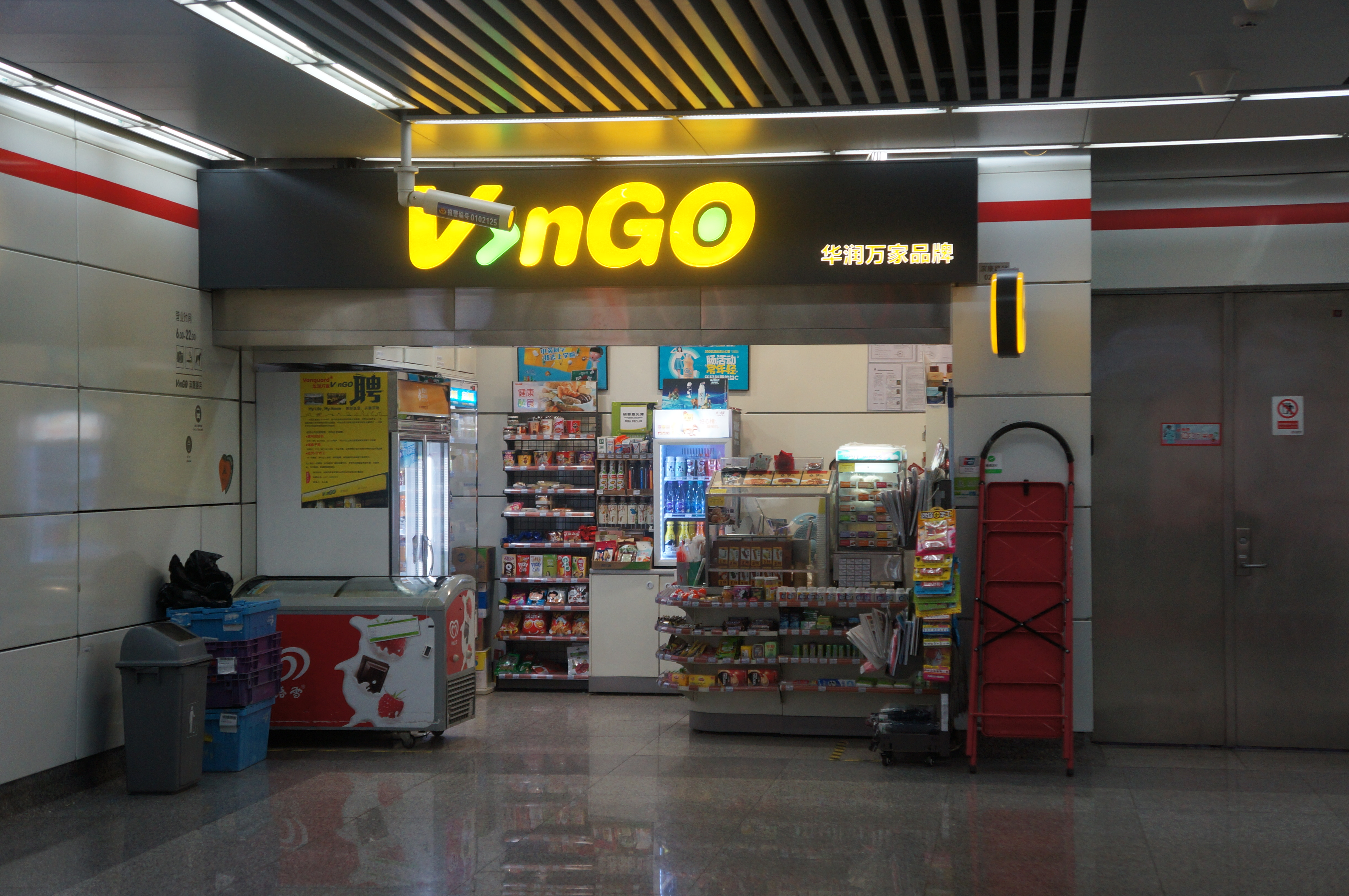
杭州地铁滨康路站站内的华润万家便利店

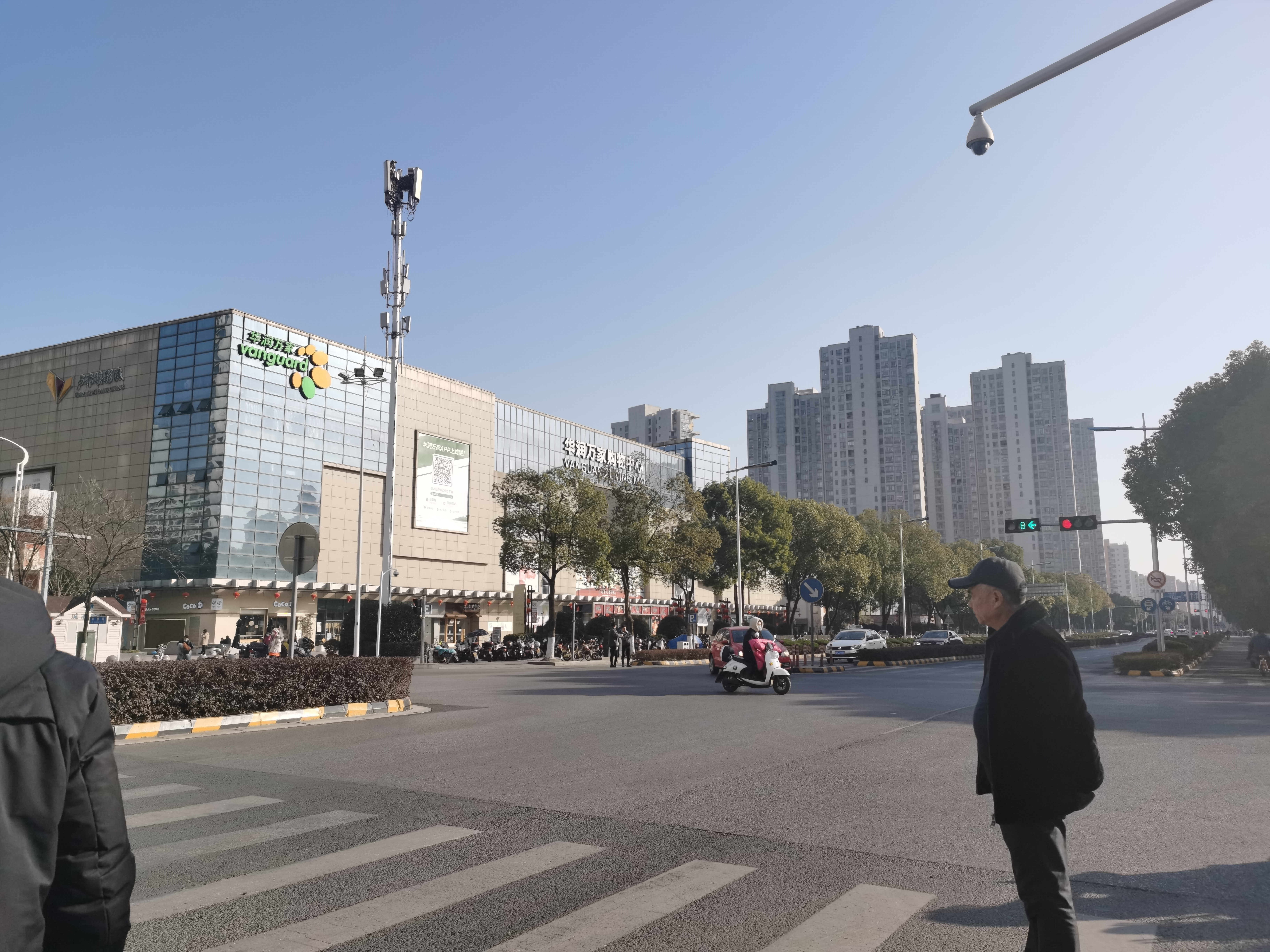
江苏省苏州工业园区华润万家方洲路店，同时为华润万家江苏公司总部所在地

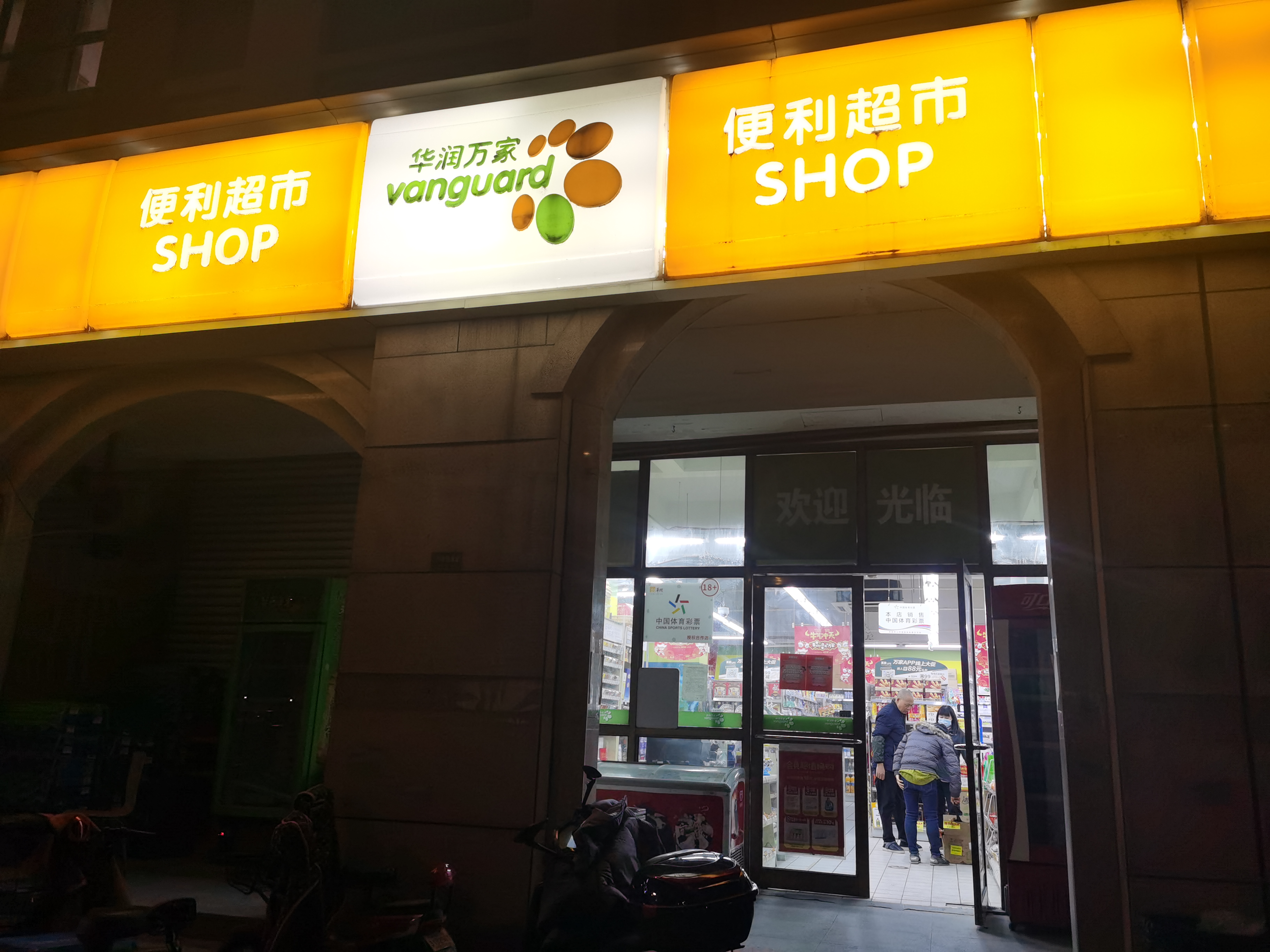
位于江苏省苏州工业园区的一个华润万家便利超市，在某小区附近

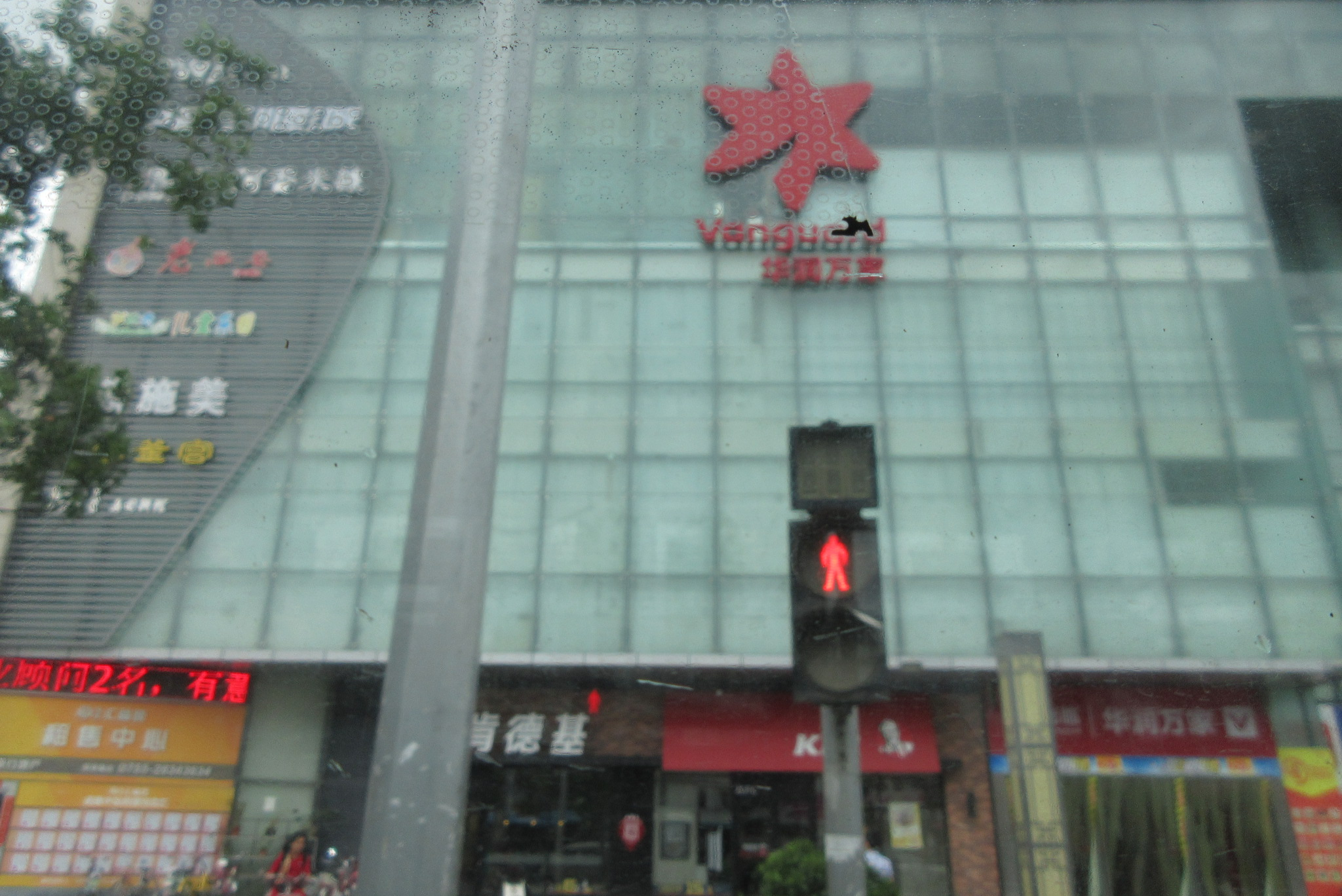
华润万家深圳龙岗下水径店

### 现有品牌
- 华润万家：大卖场及标超品牌
- Olé：高端精品连锁超市，由高至低分为Olé lifestyle、Olé food hall、Olé supermarket三条产品线
- 苏果超市：江苏及安徽境内门店（包括安徽华润万家品牌门店），分为生活广场、社区店、好的便利店等产品线
- U購Select：香港标超品牌

### 已关闭品牌
- 万佳百货
- el vivo采活（健康美妆）：停业
- V'Ole（香港高端超市）：结业
- VanGO（便利店）、樂購express（标超及前Tesco上海区便利店）、萬家LiFE（高端便利店）：并入华润万家便利超市品牌
- V+（高端超市）、萬家CiTY（高端大卖场）、萬家MART（高端连锁超市）：品牌撤销，重新更换为华润万家大卖场/苏果品牌
- blt（高端精品连锁超市）、blt express（小型精品超市）：前者2025年起并入Olé品牌，后者产品线撤销
- Tesco樂購：品牌到期后不续期，改为华润万家旗下品牌
- 欢乐颂、乐都汇（原Tesco旗下购物中心）：社区购物中心，转由华润万象生活或华润资本管理
- 礼阁仕：无锡高端精品连锁超市，2025年起逐步并入Olé品牌

## 销售业绩
| 年份 | 销售规模（亿元，人民币） | 门店数量 | 中国连锁百强排名 | 中国快速消费品（超市）连锁百强排名 |
| ---- | ------------------------ | -------- | ---------------- | ---------------------------------- |
| 2002 | 85.91                    | 397      | 7                |                                    |
| 2003 | 103.24                   | 467      | 10               |                                    |
| 2004 | 110.14                   | 476      | 15               |                                    |
| 2005 | 312.99                   | 2133     | 4                |                                    |
| 2006 | 378.53                   | 2250     | 4                |                                    |
| 2007 | 503                      | 2539     | 4                |                                    |
| 2008 | 638                      | 2698     | 4                |                                    |
| 2009 | 680                      | 2926     | 5                |                                    |
| 2010 | 718                      | 3155     | 5                |                                    |
| 2011 | 827                      | 3977     | 4                | 1                                  |
| 2012 | 941                      | 4423     | 4                | 1                                  |
| 2013 | 1004                     | 4637     | 3                | 1                                  |
| 2014 | 1040                     | 4127     | 3                | 1                                  |
| 2015 | 1094                     | 3397     | 3                | 1                                  |
| 2016 | 1034.94                  | 3224     | 3                | 1                                  |
| 2017 | 1036.46                  | 3162     | 3                | 1                                  |
| 2018 | 1012.54                  | 3192     | 3                | 1                                  |
| 2019 | 951                      | 3234     | 5                | 1                                  |
| 2020 | 878.28                   | 3261     | 6                | 3                                  |
| 2021 | 781.677                  | 3245     | 8                | 4                                  |

数据来源：中国连锁经营协会每年发布的行业统计报告

## 争议
2005年8月，香港何文田及將軍澳富寧花園的華潤萬家生活超市出售的鰻魚及相關製品，被驗出孔雀石綠。
2011年2月，一顧客在西安華潤萬家文藝路店的熟食區盛放各類肉制品的玻璃櫃子內，發現一隻老鼠，头部埋在食品堆里不停啃咬。此事並經在場數位顧客目擊，紛紛拿起手機拍照。但該顧客在拍照過後迅即被賣場保安帶走控制行動，經該顧客報警後才獲釋。記者訪問华润万家文艺路店总经理段昌林，段昌林表示，超市将马上对老鼠出现时柜台内盛放的所有食品进行销毁，并连夜在全超市范围内开展卫生消毒和检查。至于顧客反映受到保安“粗鲁对待”，段昌林说，超市规定禁止拍照，可能是双方因此发生误会，他對此表示歉意。
2013年3月13日，《廣州日報》揭發位於太古匯的高端貴價超市Ole'食物衛生問題嚴重，其中包括：超市職員在地上墊板切榴槤、在冲水池台切哈密瓜、稱重造假、爛水果用水果刀剔除變質部分後剩餘的再切成小碎塊與其他剔除霉塊的水果放在一起做成水果拼盤，當果壞果碎塊較少或者沒有可以搭的水果就切成更細的碎塊混雜在試吃盤中供顧客試吃、將蔬菜的壞葉摘除及切掉爛根後重新换袋包裝和打价並標上当日日期作「新鮮」出售、被將未售出的淮山切除變質部分再與其他切過的淮山重新包裝且職員沒有帶手套、將前一日未銷售完幾十盒冰糖蜜桔全部撤到後台操作間挑出腐爛的再貼上新標籤包裝出售。Ole'超市隨後在微博上致歉，但聲稱這是「個別事件」。而撰寫該文的記者在報導出街的第二日接到匿名的恐嚇電話。